# Rhacophorus rufipes
Rhacophorus rufipes és una espècie de granota que viu a Indonèsia i Malàisia.
Està amenaçada d'extinció per la pèrdua del seu hàbitat natural.